# Medieval II: Total War
Medieval II: Total War és la continuació indirecta del videojoc Medieval: Total War i la vuitena entrega de la saga Total War. El joc comprèn el període des del 1080 fins al 1530 en les regions d'Europa, del Nord d'Àfrica, de l'Àsia Menor i com a gran novetat també inclou la possibilitat d'anar a descobrir el Nou Món.

## Sistema de joc
Com els jocs anteriors, consisteix en una mescla de dos tipus de modes diferents: el mapa de campanya (per torns) i les batalles (en temps real). Encara que el mapa de campanya sempre és el mateix, les batalles poden ésser en qualsevol lloc del mapa, a més també es poden lliurar batalles històriques com la batalla d'Agincourt i batalles multi-jugador en línia.

### El mode campanya
El mode campanya permet a l'usuari el control d'una facció en tots els seus àmbits. Segons la facció seleccionada els objectius de victòria són diferents. Hi ha dos tipus de campanya per a cada facció, la campanya curta (on l'usuari només ha de conquerir unes 15-20 regions i destruir una o dues faccions històricament rivals) i la campanya llarga (on l'usuari haurà de controlar 45 regions i aconseguir dues ciutas importants, Jerusalem, Constantinoble, Roma o Granada).

#### Regions (ciutats/castells)
Cada facció comença almenys amb una regió controlada, cada regió té un castell o una ciutat, i en ésser conquerit aquest, tota la regió canvia de propietari. Hi ha molta diferència entre un castell i una ciutat. El castell, per exemple, té unes grans fortificacions que en dificulten la conquesta, a més s'hi poden reclutar les millors tropes de tota la facció, emperò econòmicament no són gaire rendibles, les taxes que han de pagar els habitants són incanviables i no té una gran gamma d'edificis.
Les ciutats només tenen un mur per defensar-se, i encara que poden crear gran varietat de tropes, solen ser milicians bastant incapaços, (una excepció són els tercos espanyols), econòmicament són molt fortes i tenen una gran gamma d'edificis diferents, a més les taxes es poden controlar per tal de mantenir sempre a la població contenta. Els castells i les ciutats són predeterminats però quan encara no estan molt desenvolupats es poden canviar.
Els emplaçaments es poden millorar de mica en mica, això depèn de la població que hi hagi, quan s'arriba a un nombre determinat d'habitants, la ciutat/castell es pot expandir. Expandir un emplaçament és sempre recomanable perquè així s'obtenen millores tals com la possibilitat de crear nous edificis o noves tropes, a més si no s'expandeix i la població continua augmentat pot haver-hi pestes o revoltes degut al poc espai que hi ha, l'expansió emperò costarà uns diners que aniran augmentant segons el nivell de l'emplaçament.
Hi ha uns edificis que no es poden construir, sinó que ells s'ofereixen per venir al teu emplaçament. Aquests són els gremis, quan s'arriba a un nivell alt en una ciutat/castell, possiblement (no és matemàtic) un gremi s'ofereixi mitjançant un missatge. Hi ha diferents tipus de gremis i cada un d'ells dona uns certs bonus (tropes, diners, experiència). Aquests gremis amb el temps també es poden millorar però sempre seran ells els qui s'ofereixin.

#### Religió
La religió té un paper molt important dins el joc. Les religions més importants són el Cristianisme Catòlic Romànic, el Cristianisme Ortodox i l'islam, altres religions menys importants són l'Heretgia i el Paganisme. El judaisme no està representat en el joc a causa del fet que cap facció del joc té com a religió principal aquesta. Cada facció professa una sola religió i ha d'intentar que en totes les seves regions aquesta sigui la dominant, per tal d'aconseguir-ho pot reclutar sacerdots (els cristians) o Imams (els musulmans) i moure'l fins a la regió corresponent. Si en una regió hi ha una gran població de l'emplaçament que practica una religió diferent a la de la facció corresponent, 
generarà un gran descontentament i fins i tot revoltes. Una altra manera de convertir a la població és mitjançant la construcció d'edificis religiosos (temples, catedrals, mesquites.).
També és possible que en una regió amb un alt percentatge d'heretgia aparegui un sacerdot heretge, aquest augmentarà considerablement el descontentament de la població, els sacerdots, bisbes i sobretot inquisidor poden acusar-lo d'heretgia i eliminar-lo.
La figura religiosa més important de les faccions cristianes catòliques (les ortodoxes no es regeixen per ell) és el papa. El Papa fa una funció molt semblant a la que el senat tenia al Rome: Total War: dona missions per realitzar, convoca croades i excomunica faccions. Té una gran importància a causa del fet que si les relacions d'una facció amb ell són dolentes (perquè no compleixes missions, ataques altres estats cristians, tens molta població heretge..) el Papa pot excomunicar-la i convocar una croada contra aquesta facció.
En morir el Papa n'és elegit un altre mitjançant votació. Només hi ha tres possibles candidats i aquests són els cardenals (que són nomenats pel papa) amb més experiència (només un per facció). Cada facció cristiana té dret a un vot i en acabar la votació el cardenal amb més vots és el nou Papa. Tenir un Papa que pertanyia a la teva facció és avantatjós a causa del fet que sempre tindrà unes bones relacions amb la facció i en disputes entre cristians l'afavorirà.
L'excomunió és l'acció que realitza el Papa a una facció per demostrar que no s'han comportat com ell ha manat, en una facció excomunicada la població cristiana s'enfadarà i hi haurà perill de revoltes (s'agreujarà amb el pas del temps), a més una facció enemiga pot promoure una croada contra qualsevol població de la facció.
Una croada pot ser promoguda per qualsevol facció cristiana no excomunicada, i hi poden participar totes les faccions catòliques. El Papa però, n'ha de donar l'aprovació, a més entre croada i croada ha d'haver passat un temps d'espera. Per tal que una facció pugui intervenir en una croada necessita un exèrcit amb un general i 8 unitats més. En haver acceptat la proposta, hi ha la possibilitat de reclutar unitats especials religioses a un preu molt baix que a més fins que no acabin la croada no cobren res. Si la croada no finalitza ràpidament les unitats poden desertar de l'exèrcit. Gràcies a l'esperit religiós, els exèrcits es mouen al doble de la velocitat normal. Les faccions musulmanes poden promoure gihads, són quasi iguals que les croades però amb la diferència que només es poden promoure a regions amb gran quantitat de població musulmana i que no estigui sota domini musulmà. Si un gihad o una croada té èxit, la població es posa contenta i el general rep uns bonus extres.

#### Personatges
Exceptuant els sacerdots i els imams que ja han estat esmentats a dalt, hi ha 5 tipus de personatges més per cada facció: els assassins, els comerciants, els espies, les princeses (les faccions musulmanes no disposen d'aquest personatge) i els diplomàtics.
Els espies s'aconsegueixen amb el primer nivell: serveixen per a d'informar i en qualcuns casos obrir les portes de poblacions enemigues. Els espies poden: informar de les unitats d'un exèrcit, les característiques del seu general i el nombre d'homes que posseeixen, poden infiltrar-se dins una ciutat i informar dels seus edificis, habitants, economia, estat d'ànim, i en cas de setge poden obrir les portes als invasors, a més poden informar de les característiques de qualsevol personatge.
Els assassins poden assassinar i sabotejar, i s'aconsegueixen amb la segona millora de la posada.
Els comerciants fan comerç d matèries primeres. S'aconsegueixen construint un mercat. Si hi arribar un concurrent que mercadeja amb el mateix recurs, el més expert es quedarà amb el monopoli i l'altra desapareixerà.
Els diplomàtics estableixen relacions diplomàtiques amb les altres faccions. També poden subornar exèrcits, ciutats o altres personatges. S'aconsegueixen mitjançant la construcció de la casa del poble.
Les princeses només se poden aconseguir mitjançant la línia reial. En tenir una nina que arribi als 16 anys es converteix en princesa fins que no aconseguesqui marit. Les princeses fan la funció d'un diplomàtic i a més es poden oferir per tenir enllaços matrimonials amb altres faccions per tal d'enfortir les relacions.
Els sacerdots/imams s'aconsegueixen mitjançant la construcció de l'església i la mesquita respectivament. Poden convertir la població d'una regió, a més també poden intentar acusar d'heretgia als monjos heretges. Els sacerdots catòlics poden ascendir a bisbes, a cardenals i poden optar a ser nomenats papes.
Qualsevol acció que realitzi un personatge té un percentatge d'èxit, aquest percentatge augmenta proporcionalment amb l'experiència del personatge en qüestió. L'experiència pot augmentar mitjançant edificis (gremis) o si contínuament el personatge realitza accions fàcils amb èxit.
Menció a part reben els generals, un general es pot aconseguir mitjançant línia successòria, adopció o suborn. Com a general pot comandar l'exèrcit, governar una regió, reclutar mercenaris, construir campaments o torres de vigilància… En batalla, el general a més d'anar acompanyat d'una guàrdia d'elit, les tropes del seu voltant reben un bonus de moral proporcional a la seva experiència. A més els generals tenen altres característiques com:
- Temor: aquesta característica augmenta si el general en qüestió no mostra pietat amb els presoners o les ciutats conquerides.
- Cavallerositat: aquesta característica augmenta si el general allibera els presoners i no fa mal bé les ciutats conquerides. (El temor i la cavallerositat són dues característiques oposades, un general només pot tenir-ne una de les dues, o és temut o és respectat)
- Pietat: mostra lo religiós que és un general. Quan més alt, més difícil és que un inquisidor l'acusi d'heretgia.
- Comandament: és l'habilitat d'un general amb el comand de les seves tropes, sempre que no les mani l'usuari.
- Lleialtat: quan més alta sigui la lleialtat, més difícil i més car serà que el general sigui subornat.

A més els reis tenen una altra característica que substitueix la de temor/cavallerositat, que és l'autoritat.
- Autoritat: quan més autoritat tengui un rei, menys revoltes hi haurà en la facció.

Acompanyants
Tots els personatges poden tenir un seguici, aquests normalment donaran bonus al seu cap. N'hi ha (com el mag pagà) que resten característiques (en aquest cas la pietat). Els bonus poden ser molt diferents i s'aconsegueixen després una determinada acció. Un exemple: si un general recluta molts de mercenaris, se li afegirà un Capità mercenari que disminueix un 10% el preu de contractació dels pròxims mercenaris.

#### Sistema de torns
En el mapa de campanya el joc fa servir un sistema de torns, cada facció té un torn per joc en el que pot fet totes les accions, després ha d'esperar que totes les altres faccions finalitzin el seu torn corresponent. Cada torn compta com 2 anys en la línia temporal, no és així amb els personatges, que només passen 6 mesos per torn, a més el moviment de les tropes és il·lògic, per descobrir el nou món es tarden uns 8-10 torns (16-20 anys) quan en realitat en Cristòfor Colom tardà aproximadament un més. Emperò, es pot canviar el nombre d'anys que es vol que passin per any i en l'actualització 1.2 la correspondència línia temporal - edat del personatge és arreglada.

#### Batalles i setges
Batalles terrestres
En el mode campanya són representats mitjançant una unitat d'infanteria amb l'estendard de la facció corresponent els exèrcits de les diferents nacions. Dos exèrcits es poden fusionar sempre que no sobrepassin les 20 unitats per exèrcit, si hi ha un general en qualque exèrcit, aquest sempre serà el líder de les tropes en batalla i en el mode campanya la unitat d'infanteria serà substituïda per la d'un cavaller desmuntat.
Dos exèrcits es poden enfrontar si estan pròxims i no són de la mateixa facció, en aquest moment s'obre una finestra amb totes les possibles accions: resoldre la batalla automàticament, resoldre la batalla en el camp de batalla o retirar-se, a més també surt un petit resum dels exèrcits, la proporció de tropes d'uns respecte als altres i els possibles reforços que poden arribar per a cada facció.
Setges
Un exèrcit pot assetjar una població enemiga. Tornarà a sortir una finestra informativa en la qual hi haurà tres accions possibles: atacar la ciutat, seguir assetjant la ciutat o retirar-se.
Per a atacar una població és menester una balista, una catapulta, un trabuc o canons, si no se'n tenen hi ha la possibilitat que l'exèrcit enemic construesqui un (o més) aparells d'atac com: ariets, escales, torres d'atac, etc., emperò la construcció pot tardar més d'un torn d'espera.
Una altra manera de conquerir una població és assetjant-la fins que no quedin queviures a l'emplaçament i la guarnició de dins hagi de contraatacar per no morir de fam, així es convertiria en una batalla a camp obert.
L'altra possibilitat és que un espia s'infiltra dins la ciutat i n' les portes a l'exèrcit enemic.
Es pot conquerir, Una vegada dins la població de dues maneres: o mantenir durat tres minuts la plaça principal o aniquilar la guarnició enemiga fins a l'últim home.
Batalles marítimes
Una armada pot atacar-ne a una altra d'igual forma que un exèrcit. En la finestra de possibilitats però, només es podrà retirar-se o resoldre la batalla automàticament.

#### IA
La intel·ligència artificial de la CPU en el mode campanya millora respecte a altres versions. Continua tenint moltes deficiències millorables. En mode difícil s'origina el típic cas de «tots contra l'usuari», és a dir que totes les nacions veïnades aniran atacant l'usuari a poc a poc. El comportament de les altres faccions respecte a tu també segueix un comportament irreal. L'expansió de les nacions és bastant lent i mai conquereixen regions que no siguin adjacents ni conquereixen illes.

### El mode batalla
Camp obert
Si dos exèrcits s'enfronten hi s'elegeix l'opció de resoldre en el camp de batalla es carrega el tros de mapa on els exèrcits s'enfrontaran. A partir d'aquí els joc es converteix en estratègia en temps real.
Dins el camp de batalla es mostra una zona emmarcada en vermell, zona on es poden distribuir les tropes abans del combat. L'atacant a més pot elegir el moment en atacar per si les condicions climatològiques són desfavorables. En el moment que comença la batalla l'usuari ha d'intentar vèncer a l'enemic de tres maneres: aniquilant les tropes rivals, fent fugir alhora a les tropes enemigues o en ca d'ésser defensor, si s'acaba el temps de batalla (això només si a opcions s'elegeix temps límits per la batalla). En finalitzar la batalla un assessor demana que es pot fer amb les tropes rivals capturades: alliberar-les, executar-les o demanar rescat.
Setges
Els setges funcionen d'igual manera que les batalles a camp obert.

#### Unitats
- Infanteria és la unitat base d'aquesta època, d'infanterie i de llancers. La infanteria de xoces dividida entre infanteria lleugera i infanteria pesant. La lleugera pot lluitar contra altra infanteria lleugera, per ésser objectiu de les sagetes dels rivals o per lluitar contra unitats de rang. La infanteria pesant serveix per lluitar contra infanteria lleugera/pesada i contra cavalleria lleugera, té l'avantatge que les armadures gruixudes eviten moltes morts per sagetes i bales, però tenen una mobilitat es veu molt reduïda.
- Llancers: els llancers amb l'actualització 1.2 són capaços de derrotar qualsevol cavalleria, també es poden distribuir en dos tipus. Els llancers lleugers tenen una gran mobilitat i en espai tancats poden acabar amb cavalleria pesant, en espais oberts encara que infligirien moltes baixes es retirarien. Els llancers pesats pequen de mobilitat però tenen una gran moral i poden vèncer a qualsevol cavalleria. A més existeix un tipus de llancers (els tercis) que amb l'habilitat de falange frontalment poden acabar amb qualsevol cavalleria sense perdre molts d'homes però també poden acabar amb infanteria pesant i altres llancers, emperò tenen els flancs i la rereguarda molt descoberta.

## Faccions
Hi ha un total de vint-i-una faccions, només 5 d'elles són jugables des del principi.
- Regne d'Anglaterra. Vermell i groc (Tres lleopards grocs sobre fons vermell). Els millors arquers del joc, bona infanteria pesant però molt poca varietat de cavalleria i mancança de piquers; dificultat:normal.
  - Religió: Cristians catòlics.
  - Emplaçaments inicials: Londres (ciutat, capital), Nottingham (castell) i Caen (castell).
- Regne de França. Blau celeste i blanc (Tres flors de Lis blanques sobre fons blau celeste). Posseeix la millor cavalleria pesant, i gran varietat d'unitats pesades, mancança d'infanteria pesant en el primer període; dificultat: normal.
  - Religió: Cristians catòlics.
  - Emplaçaments inicials: París (ciutat, capital), Reims (ciutat), Angers (castell), Tolosa (castell) i Marsella (ciutat).
- Sacre Imperi Romanogermànic. Or i negre (Amb una àliga doble d'or sobre fons negre). Unitats molt fortes en tots els àmbits, però manca d'unitats professionals en el darrer període; dificultat: normal.
  - Religió: Cristians catòlics.
  - Emplaçaments inicials: Staufen (castell), Innsbruck (castell), Nüremberg (ciutat, capital), Florència (ciutat), Viena (ciutat) i Frankfurt (ciutat).
- República de Venècia. Vermell fosc i groc (Amb un lleó alat groc sobre fons vermell fosc). Molt bona infanteria i milícia, però pobre varietat de cavalleria; dificultat: normal.
  - Religió: Cristians catòlics.
  - Emplaçaments inicials: Venècia (ciutat, capital), Heraclió (castell) i Ragusa (ciutat).
- Espanya. Groc i vermell (Amb un castell vermell de tres torres sobre fons groc). Potent cavalleria inicial, en el darrer període molt bones unitats professionals; dificultat: normal.
  - Religió: Cristians catòlics.
  - Emplaçaments inicials: Lleó (ciutat, capital) i Toledo (castell).

Les altres faccions han d'ésser desbloquejades una a una, tan prest com l'usuari hagi eliminat la facció en el mode campanya (independentment de si el jugador guanya la campanya sencera). Si la facció objectiu ja ha estat derrotada per una altra facció, l'usuari ha de conquerir la darrera ciutat que tenia la facció abans d'ésser destruïda. Per exemple: Escòcia cau quan Anglaterra conquereix Edimburg, la última ciutat. Si l'usuari pren Edimburg, Escòcia serà desbloquejada. La resta poden ésser desbloquejades alhora si completem satisfactòriament la campanya curta o llarga amb una de les 5 faccions inicials.
- Imperi Bizantí. Porpra i blanc (creu blanca amb quatre símbols blancs amb forma de C, un a cada costat de la creu, sobre fons porpra). Les unitats bizantines són una barreja d'influències occidentals (bona infanteria pesant) i orientals (excel·lent cavalleria de projectil i arquers). Excel·lent en tot durant el període inicial, especialment les unitats d'infanteria com ara la guàrdia varega i cavalleria de projectil, però gran falta d'unitats en el període final i de la tecnologia de la pólvora (el nivell més alt que pot assolir l'artilleria és el de la bombarda). Pot reclutar soldats professionals a les ciutats (Infanteria Bizantina, guàrdia varega), si els edificis adequats són construïts.
  - Religió: Cristians ortodoxos.
  - Emplaçaments inicials: Corint (castell), Tessalònica (ciutat), Constantinoble (ciutat, capital), Nicea (ciutat) i Nicòsia (castell).
- Dinamarca Vermell fosc i blanc (corb blanc sobre fons vermell fosc). Representa als països nòrdics escandinaus. Algunes de les unitats especials de què disposa són els incursors vikings i els huscarls a peu; la infanteria utilitza moltes més destrals, que no llances o espases, fent-la efectiva contra enemics amb bona armadura però dèbil contra la cavalleria; gamma d'arquers limitada.
  - Religió: Cristians catòlics.
  - Emplaçaments inicials: Aarhus (ciutat, capital).
- Egipte Groc fosc i negre (tres mitges llunes negres sobre fons groc fosc). Representa als fatimita i a les dinasties que els seguiren. Cavalleria excel·lent amb unitats com els Mamelucs, però infanteria més aviat dèbil.
  - Religió: Musulmans.
  - Emplaçaments inicials: Alexandria (ciutat), Gaza (castell) i El Caire (ciutat, capital).
- Regne d'Hongria Rosa salmó, verd i blanc (doble creu blanca clavada sobre un turó verd, tot això sobre fons rosa salmó). Cavalleria poderosa, però falta de bones unitats d'infanteria bàsiques, poden reclutar Assassins de Batalla amb la construcció del Gremi d'Assassins i/o de la Posada.
  - Religió: Cristians catòlics.
  - Emplaçaments inicials: Budapest (ciutat, capital) i Bran (castell).
- Ducat de Milà Verd fosc i blanc (serp blanca sobre fons verd fosc). Poderoses milícies italianes i els millors ballesters del joc (els ballesters genovesos); tecnologia excel·lent durant el període final; cavalleria poc poderosa (amb l'excepció de la famiglia ducale: una unitat d'elit de cavalleria pesant provinent de la família del duc).
  - Religió: Cristians catòlics.
  - Emplaçaments inicials: Milà (ciutat, capital) i Gènova (ciutat).
- Moros Carabassa i blanc (mitja lluna blanca sobre fons carabassa). Representen la dinastia almoràvita; Útil unió de cavalleria de camells amb llancers; té poques però efectives unitats durant el període final, com ara els Pistolers a Camell.
  - Religió: musulmans.
  - Emplaçaments inicials: Còrdova (ciutat, capital), Granada (castell), Marràqueix (ciutat) i Alger (castell).
- Polònia Vermell fosc i blanc (àliga blanca sobre fons vermell fosc). Fa gala d'una cavalleria excel·lent, com ara els hússars i els szlachcic o nobles Polonesos; però no es pot dir el mateix de la infanteria: és molt pobra.
  - Religió: cristians catòlics.
  - Emplaçaments inicials: Cracòvia (ciutat, capital) i Halych (castell).
- Portugal Blanc i blau celeste (cinc escuts blau celeste, cadascun d'aquests amb set creus blanques al seu interior, formant una creu sobre fons blanc). Relacionat amb Pamplona. Bastant unitats millorades més que la resta, com ara arcabussers i javel·liners; també disposen d'una excel·lent tecnologia al període final i de la millor flota del joc, però els manquen exèrcits professionals al període final.
  - Religió: Cristians catòlics.
  - Emplaçaments inicials: Lisboa (ciutat, capital) i Pamplona (castell).
- Principat de Kíev o Rússia blau fosc i carabassa (creu ortodoxa carabassa sobre un altar, també carabassa, sobre fons blau fosc). Té alguna de les millors unitats de cavalleria del joc, com ara la Guàrdia del Tsar, excel·lents arquers (Arquers Dvor a peu), igualment que la seva variant muntada, i poderoses tropes amb armes de foc, però infanteria poc notable al període inicial.
  - Religió: cristians ortodoxos.
  - Emplaçaments inicials: Nóvgorod (ciutat, capital).
- Regne d'Escòcia blau fosc i blanc (creu diagonal blanca sobre fons blau fosc; l'actual bandera d'Escòcia). Piquers excel·lents i bons arquers i infanteria pesant, però té poca varietat si parlem de cavalleria, i no té cap tipus notable d'unitat que utilitzi la tecnologia de la pólvora (sense comptar l'artilleria).
  - Religió: cristians catòlics.
  - Emplaçaments inicials: Edimburg (ciutat, capital).
- Regne de Sicília Gris i negre (trinàcria (com l'esvàstica però amb tres braços) negra sobre fons gris). Barreja d'unitats, en la qual podem trobar Arquers Musulmans, unitats de milícia italianes i Cavallers Normands, però té una cavalleria més aviat poc remarcable, encara que pot entrenar Cavallers Caminants.
  - Religió: cristians catòlics.
  - Emplaçaments inicials: Palerm (castell, capital) i Nàpols (ciutat).
- Turquia o Turcs Verd i groc (mitja lluna i estrella grogues sobre fons verd). Durant el període inicial representa als dinastia seljúcida; durant el període final representa l'Imperi Otomà; té l'artilleria més poderosa del joc gràcies a l'entrada en joc de la pólvora, també té infanteria i unitats d'atac a distància poderoses, però amb poca armadura.
  - Religió: Musulmans.
  - Emplaçaments inicials: Iconium (ciutat), Cesària (castell, capital), Erevan (ciutat) i Mossul (castell).

Hi ha 5 faccions que no són jugables.
- Asteques o Imperi Asteca Blau celeste i groc (cercle groc sobre fons blau celeste). No són avançats ni en la tecnologia de les armes ni en la de les armadures, però les seves unitats fan molt de mal i són barates, i també tenen algunes unitats intimidatòries per l'enemic; no tenen cavalleria.
  - Religió: Pagans.
  - Emplaçaments inicials: Texcoco (ciutat), Tlaxcala i Tenochtitlan (ciutat, capital).
- Imperi Mongol o mongols beix i negre (mitja lluna negra sobre un cercle negre, tot això sobre fons beix). Representen l'Horda d'Or; cavalleria i arquers molt poderosos, però infanteria feble, arriben a principis del s.XIII.
  - Religió: musulmans.
  - Emplaçaments inicials: comencen com a horda invasora, sense llar.
- Estats Pontificis Blanc i or (dues claus daurades creuades de tal manera que formen una creu diagonal, tot això sobre fons blanc). Poderoses unitats de la milícia i de la Guàrdia Papal, però mobilitat quasi nul·la, tenint poca cavalleria de valor.
  - Religió: Cristians catòlics.
  - Emplaçaments inicials: Roma (ciutat, capital).
- Tamerlanides Negre i vermell (tres cercles vermells sobre fons negre). Té els més poderosos (i cars) regiments simples del joc, així com Elefants de Guerra, artilleria sobre Elefants, Bombardes Monstruoses i Coets; gran mancança en unitats d'infanteria. Arriben a finals del s.XIV.
  - Religió: Musulmans.
  - Emplaçaments inicials: comencen exactament igual que els mongols, sense llar.
- Rebels (gris i blanc, dues espases blanques creuades sobre fons gris). Els rebels també són una facció, els quals representen als territoris no governats per cap de les altres faccions. Els rebels poden aparèixer si el poble està descontent amb els seus governants o si la línia familiar sencera de la facció mor (si la facció és eliminada), però les ciutats/castells es mantenen, governades independentment per qui vulgués que fos el governant quan l'últim líder de la facció va morir.
  - Religió: La religió majoritària de la població.
  - Emplaçaments inicials: tot emplaçament que no tingui una de les altres faccions.